# Manuel Oswaldo Neciosup Rivera
Manuel Oswaldo Neciosup Rivera (chota, 14 de mayo de 1967) es un arquitecto y político peruano. Es el actual alcalde del Distrito de Reque desde el 1 de enero del 2023. Siendo elegido en las elecciones municipales de 2022 para el periodo 2023-2026. 

## Biografía
Nació en chota, ubicado en la Departamento de Cajamarca, el 14 de mayo de 1967. Neciosup Rivera ha dedicado su vida a la arquitectura y la política local. Completó sus estudios primarios en la I.E. Mixto 10052 y cursó la educación secundaria en la I.E. Diego Ferré Sosa, ubicada en el Distrito de Reque. Posteriormente, continuó su formación académica de Arquitecto en la Universidad Particular de Chiclayo.

## Carrera Profesional
Manuel Neciosup Rivera ha acumulado una sólida experiencia en el campo de la arquitectura y la construcción. Durante su trayectoria profesional, desempeñó el rol de especialista III en proyectos de la Autoridad para la Reconstrucción con Cambios. 
Entre sus logros más destacados se encuentran su participación en proyectos de cooperación gubernamental entre Perú y el Reino Unido, como la construcción de hospitales en Pomabamba y Yungay, así como en localidades como San Miguel del Falque, Limón de Porcuya y Castilla en el año 2021. Además, asumió el papel de arquitecto especialista y supervisor de calidad en la obra Posope Alto-Patapo en 2022. 
También se desempeñó como coordinador In House de los proyectos de los centros de Salud San Jose y Reque en 2021. Coordinadoor In House de los proyectos de los centros de Salud San Jose y Reque (2021).

## Labor política
En el ámbito político, Neciosup Rivera comenzó como secretario distrital del partido Acción Popular, donde permaneció durante cuatro años. Sin embargo, posteriormente decidió renunciar debido a discrepancias con el partido. Luego de su salida, se unió al partido Renovación Popular. Fue en esta organización política que se presentó como candidato al cargo de alcalde del Distrito de Reque.

### Alcalde de Reque
Para las elecciones municipales de 2022, Neciosup Rivera se se afilió al partido Renovación Popular de Rafael López Aliaga En estas elecciones, logró obtener el respaldo mayoritario de los votantes, ganando la contienda frente a su oponente más cercano, Junior Vásquez Torres, del partido Avanza País, quien terminó en segundo lugar.
La elección de Manuel Oswaldo Neciosup Rivera como alcalde del Distrito de Reque marca un nuevo capítulo en su carrera política y un compromiso renovado para liderar y servir a su comunidad en los próximos años.